# 上海博爱医院
上海博爱医院是位於中國上海市徐匯區淮海中路的一家民營醫院。

## 歷史
上海博爱医院的前身成立於1976年8月，當時名為上海市手工业管理局职工医院，當時醫院地址位於南京东路98号。1977年底迁至淮海中路1590弄1号，1978年10月开诊。醫院更名上海市第二轻工业局职工医院。1987年5月起扩建康复治疗大楼。
1999年9月，上海市第二轻工业局职工医院被转让给了「上海晟新实业公司」和整形外科醫生「彭少成」，彭少成担任院长。醫院同時转制成为民营医疗机构，並且更名為上海博爱医院。改制後患者可以繼續在該醫院享受医保。
自2021年11月27日起至2021年12月16日，上海博爱医院被指在未經許可下，在淮海中路1590号一楼西北角食堂从事热食类食品制售。後來「上海市徐汇区市场监督管理局」要求該醫院停止此類行為並繳納罰款。